# Tramlijn 7 (Rotterdam)

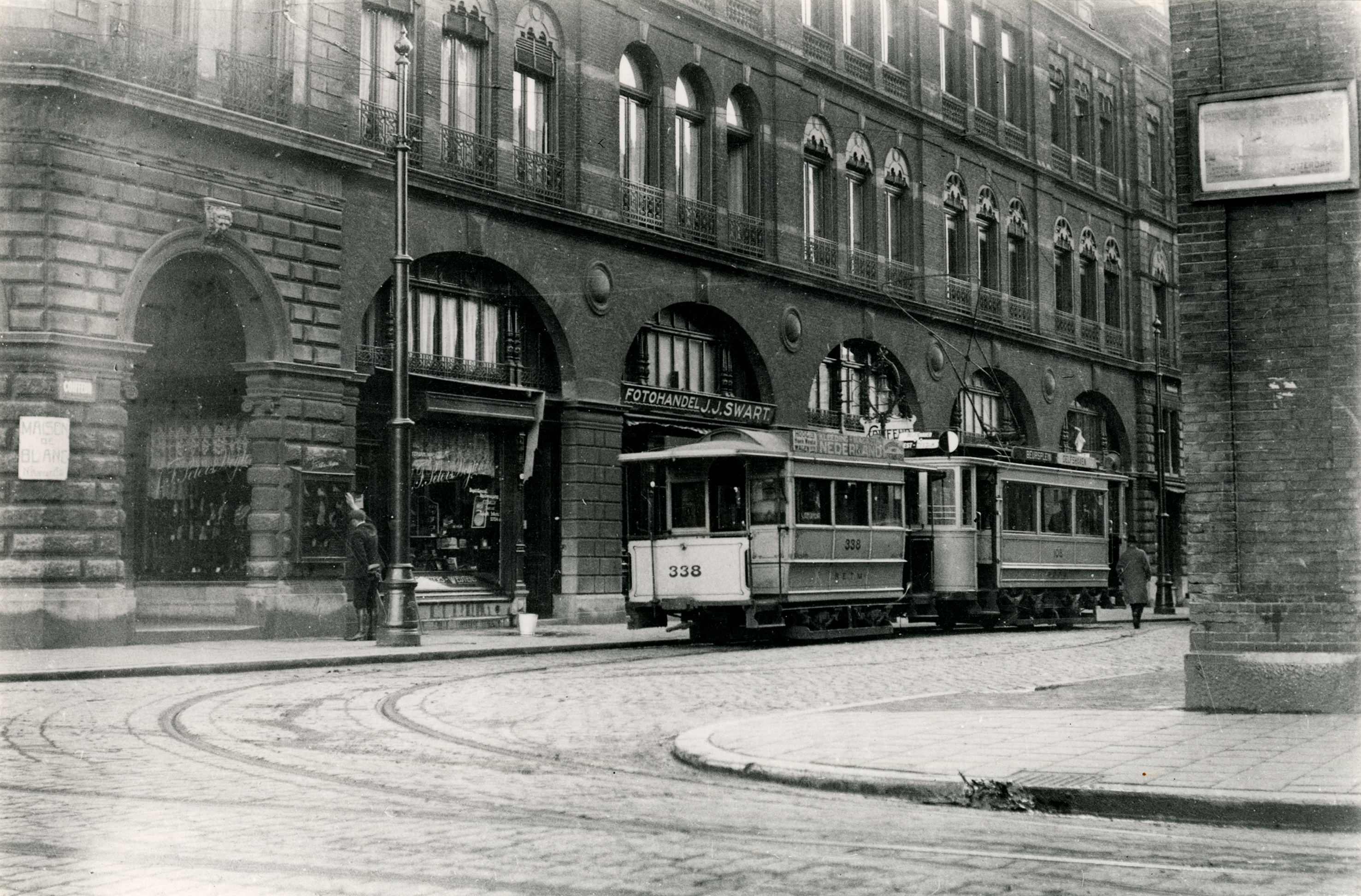
tramstel van lijn 7 bij de Geldersestraat jaren 20 vorige eeuw

Tramlijn 7 werd ingesteld op 17 december 1906 en was een ringlijn door het centrum van de stad. In 1924 werd de route gewijzigd (Beursplein - Station Maas) en daarmee de ringlijn opgeheven. In 1929 werd de route vanaf de Nieuwe Binnenweg naar Beursplein opgeheven en kwam er een nieuw eindpunt, Marconiplein. Op 1 juni 1933 werd deze lijn opgeheven.
Op 1 juli 1936 kwam er een nieuwe lijn 7. De route was Aelbrechtsplein - Rusthoflaan, maar het traject Beursplein - Rusthoflaan verviel al snel, waardoor lijn 7 de route Aelbrechtsplein - Beursplein reed. Deze lijn 7 werd op 10 mei 1940 opgeheven.
Een nieuwe lijn 7 werd pas weer ingesteld op 2 februari 1981. De lijn werd samengesteld uit de oude Kralingse tak van lijn 3 en spitsuurlijn 11 die nu als onderdeel van lijn 7 de gehele dag reed. Aldus bereed lijn 7 praktisch het gehele traject van lijn 16 zoals deze dat aan het eind van haar bestaan, op 1 september 1967, reed: Laan van Nooitgedacht (Kralingen) - Spangen. De lijn reed aanvankelijk vanaf het tijdelijke eindpunt Chris Bennekerslaan in Kralingen en werd na voltooiing van de metrowerkzaamheden op 31 oktober 1983 verlengd naar de Erasmus Universiteit. Verder liep de lijn door de wijken Kralingen en Crooswijk in het oosten van de stad naar het Centraal Station.
De lijn liep tot 31 oktober 2005 nog door tot Spangen (eindpunt lijn 8), maar is tegelijk met de verlenging van lijn 23 naar Holy ingekort. Lijn 7 reed sindsdien het traject Centraal Station – Crooswijk – Voorschoterlaan – Woudestein naar de Erasmus Universiteit. Omdat er bij het Centraal Station tijdelijk niet gekeerd kon worden, reed lijn 7 in de richting Woudestein via Kruisplein – Lijnbaan – Stadhuis.
Per 10 december 2006 is de route via Crooswijk (Linker Rottekade tot en met Boezemsingel) vervallen en rijdt lijn 7 vanaf het Centraal Station via de Boezemweg rechtstreeks naar de Voorschoterlaan en verder naar Woudestein. Voorts werd lijn 7 op diezelfde 10 december 2006 vanaf het Centraal Station verlengd via de route van de voormalige tramlijn 5 naar het Willemsplein toen laatstgenoemde lijn samengevoegd werd met de lijnen 20 en 25 en het parcours van lijn 5 vanaf de Van Oldenbarneveltstraat tot aan het Willemsplein kwam te vervallen.
Sinds 1 oktober 2011 rijdt tramlijn 7 weer door Crooswijk via de Boezemsingel, Boezemstraat, Pijperstraat, Crooswijksestraat, Linker Rottekade en Jonker Fransstraat. Deze route reed de tram ook al tijdens de werkzaamheden op de Goudsesingel, maar werd daarna definitief. Met slechts 8,9 kilometer was tram 7 de kortste tramlijn van Rotterdam.
Op 6 januari 2025 is het tramnetwerk in Rotterdam veranderd; veel tramlijnen kregen een andere route en een aantal een ander lijnnummer. Lijn 7 komend vanaf Woudestein, rijdt na Rotterdam Centraal via de route van lijn 23 naar Marconiplein. Het traject tussen Rotterdam Centraal en Museumpark werd overgenomen door lijn 8 en het traject tussen Museumpark en Willemsplein kwam in zijn geheel te vervallen.

## Werkzaamheden
Door spoorwerkzaamheden tussen de Burgemeester Oudlaan en de Goudse Rijweg werd de lijn van 4 januari 2016 tot 31 maart 2017 langdurig ingekort en verlegd vanaf de Goudse Rijweg naar het Oostplein. Deze werkzaamheden zijn inmiddels afgerond.

## Exploitatie
Lijn 7 rijdt van maandag t/m vrijdag overdag van ongeveer 7:00 tot 19:00 een 10-minutendienst. Op zaterdag en vakanties wordt er een 15-minutendienst gereden en op zondag en in de avonden een 20-minutendienst.

## Materieel
Tramlijn 7 is volledig geschikt voor lagevloertrams en wordt geëxploiteerd met de Citadis, een tram van de bouwer Alstom.

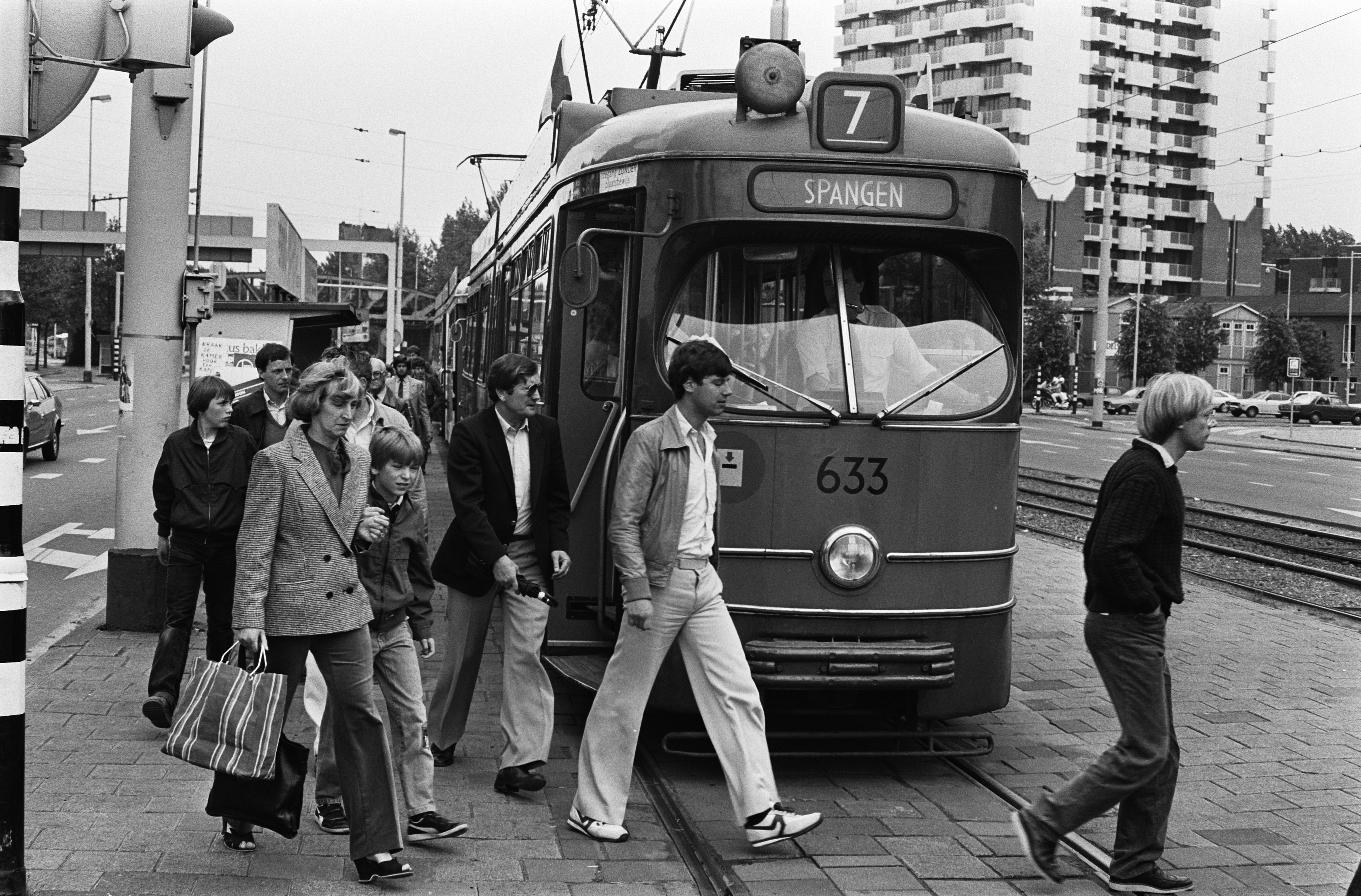
Enkelgeleed Düwag rijtuig 633 in 1981
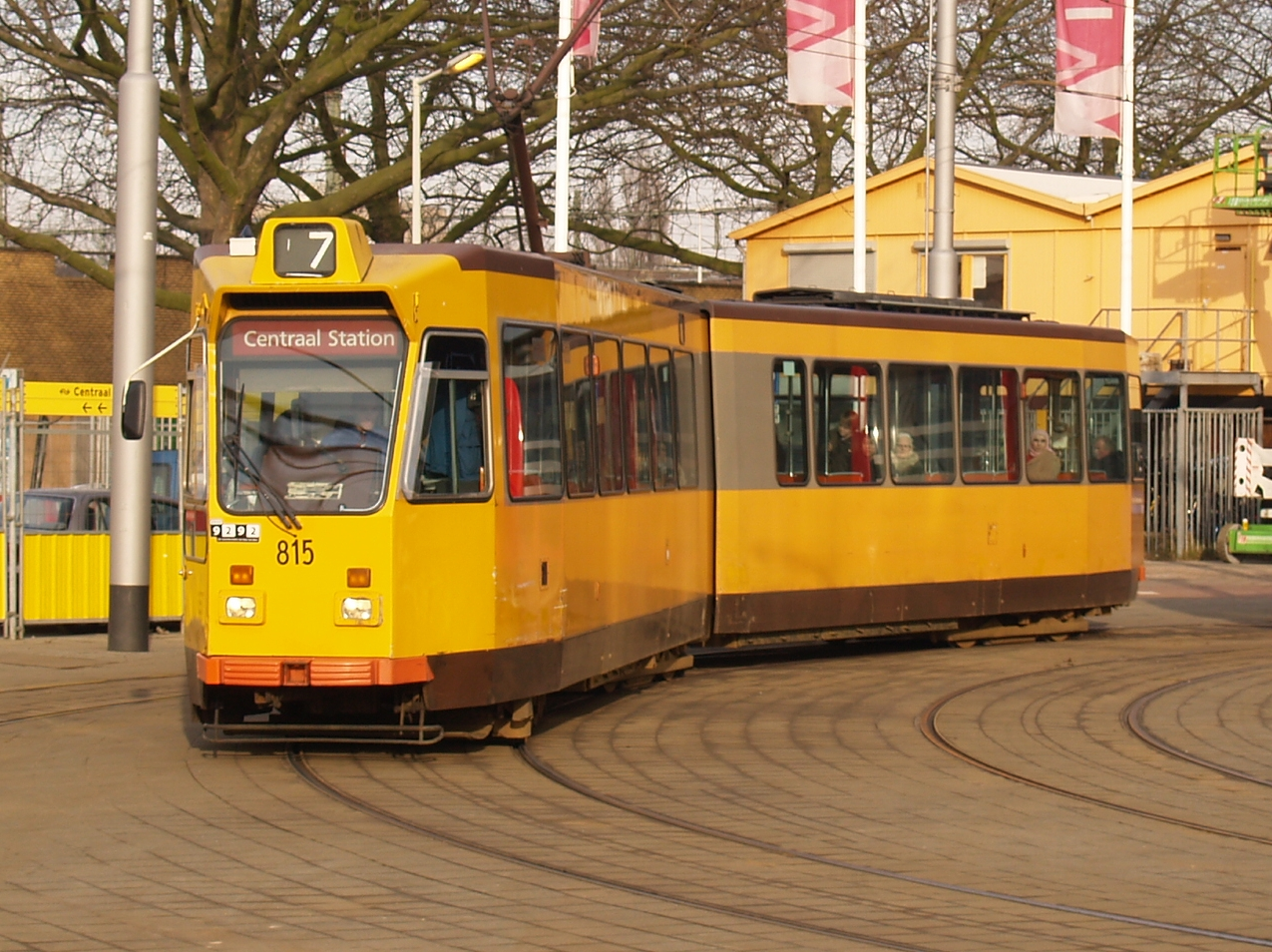
Gerenoveerd ZGT rijtuig 815 in 2009
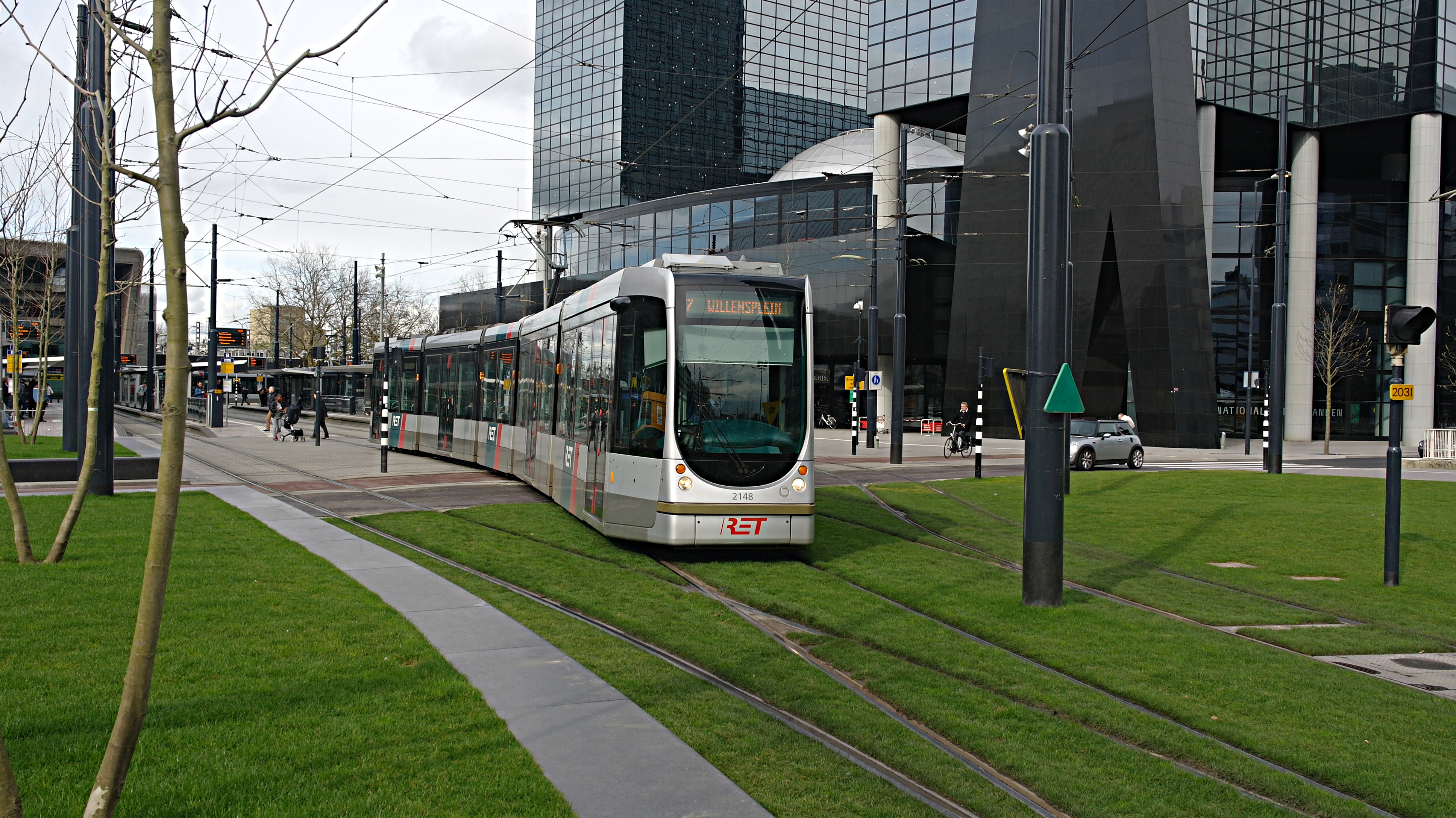
Citadis van de RET op het Rotterdamse Stationsplein op lijn 7, maart 2014